# 隐翼科
隐翼科共有3属约10种，分布在热带亚洲地区，中国只有1种隐翼木（Crypteronia paniculata Bl.），生长在云南。
本科植物为乔木或灌木；枝四棱形；单叶对生，具柄；花极小，白色或绿色，花瓣4-5或无；果实为蒴果，种子小，长，有翅或无翅。
1981年的克朗奎斯特分类法认为本科只有1属，将斧蕊木属和钟康木属分入野牡丹科，1998年根据基因亲缘关系分类的APG 分类法将3属合并到本科，2003年经过修订的APG II 分类法维持原分类。

## 分类
- 斧蕊木属 Axinandra
- 隐翼属 Crypteronia
- 钟康木属 Dactylocladus